# Mischococcaceae
Famille
Les Mischococcaceae sont une famille d'algues de l'embranchement des Ochrophyta  de la classe des Xanthophyceae et de l’ordre des  Mischococcales.

## Étymologie
Le nom vient du genre type Mischococcus, composé du préfixe misch-, pédoncule, et "-cocc", « en rapport avec une graine, une baie ou un fruit », littéralement « baie pédonculée », en référence à la forme des colonies que constitue les cellules de cet organisme.

## Description

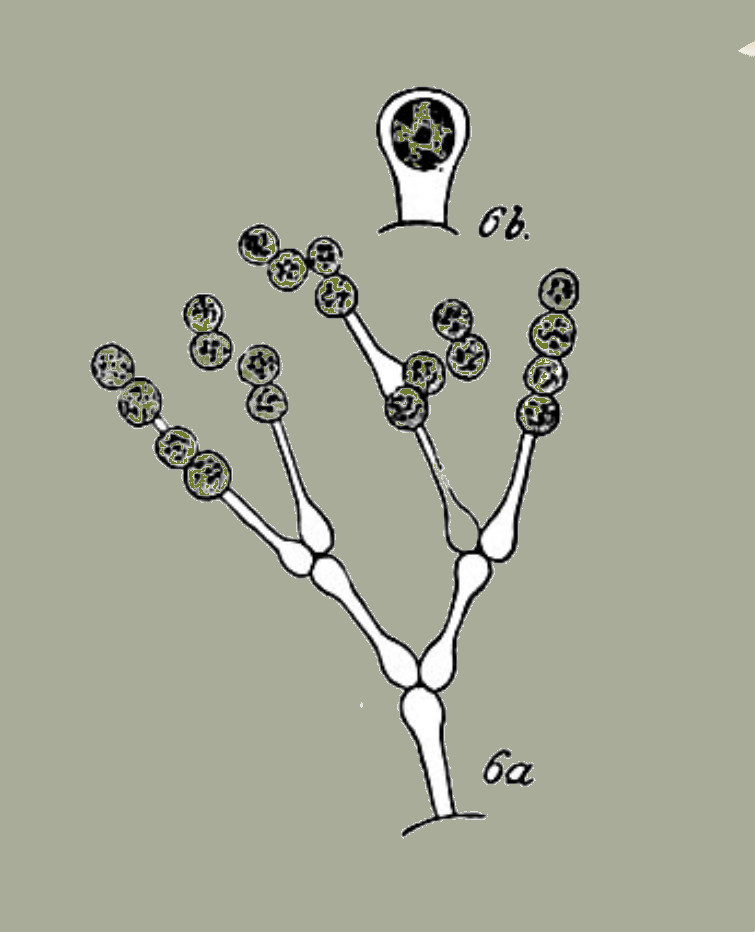
Mischococcus confervicola Nägeli 1849

## Liste des genres
Selon AlgaeBase (3 avril 2022) :
- Mischococcus Nägeli, 1849